# Basketbola klubs Liepājas lauvas
Il B.K. Liepājas è una società cestistica avente sede a Liepāja, in Lettonia. Fondata nel 1992, gioca nel campionato lettone.
Disputa le partite interne nel Liepājas olimpiskais centrs.